# Johann Karl von Herberstein
Johann Karl von Herberstein est un prélat autrichien, évêque de Laibach, né le 7 juillet 1722 à Graz et mort le 7 octobre 1787 à Laibach dans le duché de Carniole.

## Biographie
Évêque de Laibach, il concourut à introduire en Allemagne les réformes ecclésiastiques qui ont signalé le règne de Joseph II. En 1782, il publia un mandement étendant considérablement la puissance de l'empereur sur la religion contre Pie VI et amenait à la suppression entière des ordres religieux, déclarant l'état monastique contraire à l’Évangile.
Il encourut alors les réprimandes de la cour de Rome pour s'être montré plus dévoué aux volontés de l'empereur qu'aux règles de l'Église.